# Homaemus proteus
Homaemus proteus är en insektsart som beskrevs av Carl Stål 1862. Homaemus proteus ingår i släktet Homaemus och familjen sköldskinnbaggar. Inga underarter finns listade i Catalogue of Life.